# Pagana tuberculata
Pagana tuberculata is een pissebed uit de familie Trachelipodidae. De wetenschappelijke naam van de soort is voor het eerst geldig gepubliceerd in 1983 door Taiti & Ferrara.